# Lujuria tropical
Lujuria tropical és una pel·lícula filmada en colors coproducció de l'Argentina i Veneçuela dirigida per Armando Bó segons el seu propi guió que es va estrenar el 2 de gener de 1964 i que va tenir com a protagonistes a Isabel Sarli, Armando Bó i Pedro Laxalt.

## Sinopsi
Una dona que es debat entre l'amor de dos homes i la cerca de si mateixa.

## Repartiment
- Isabel Sarli
- Armando Bó
- Pedro Laxalt
- Luis Salazar
- Manolo Coego
- Alberto Álvarez
- Mario Suárez

## Comentaris
Clarín va dir sobre el filme:
| « | ”En aquesta pel·lícula Armando Bó reitera la fórmula d'altres produccions…La fotografia en colors no és parella.” | » |

El Heraldo del Cine va opinar:
| « | ”Isabel Sarli a tota carn, quatre bikinis, sis homes, una dotzena de banys, música tropical ininterrompuda…i una bonica platja veneçolana ben fotografiada en Ferraniacolor.” | » |